# Boat Quay

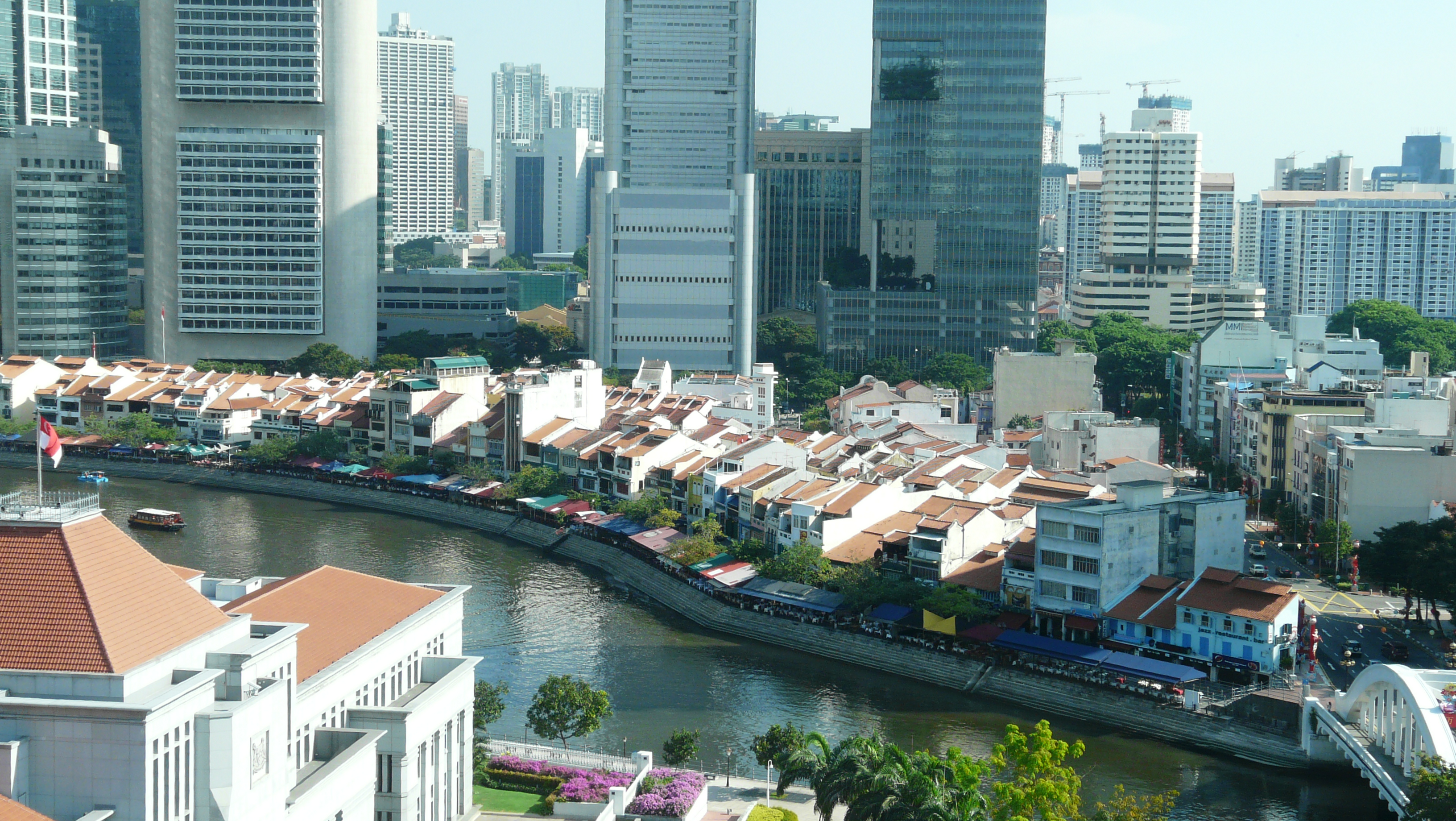
Luftbild des Boat Quay in Singapur

Boat Quay (Chinesisch: 驳船码头, Pinyin: Bóchuán Mǎtóu) ist ein historischer Kai in Singapur am Südufer des Singapore River etwas oberhalb seiner Mündung ins Meer.

## Geschichte

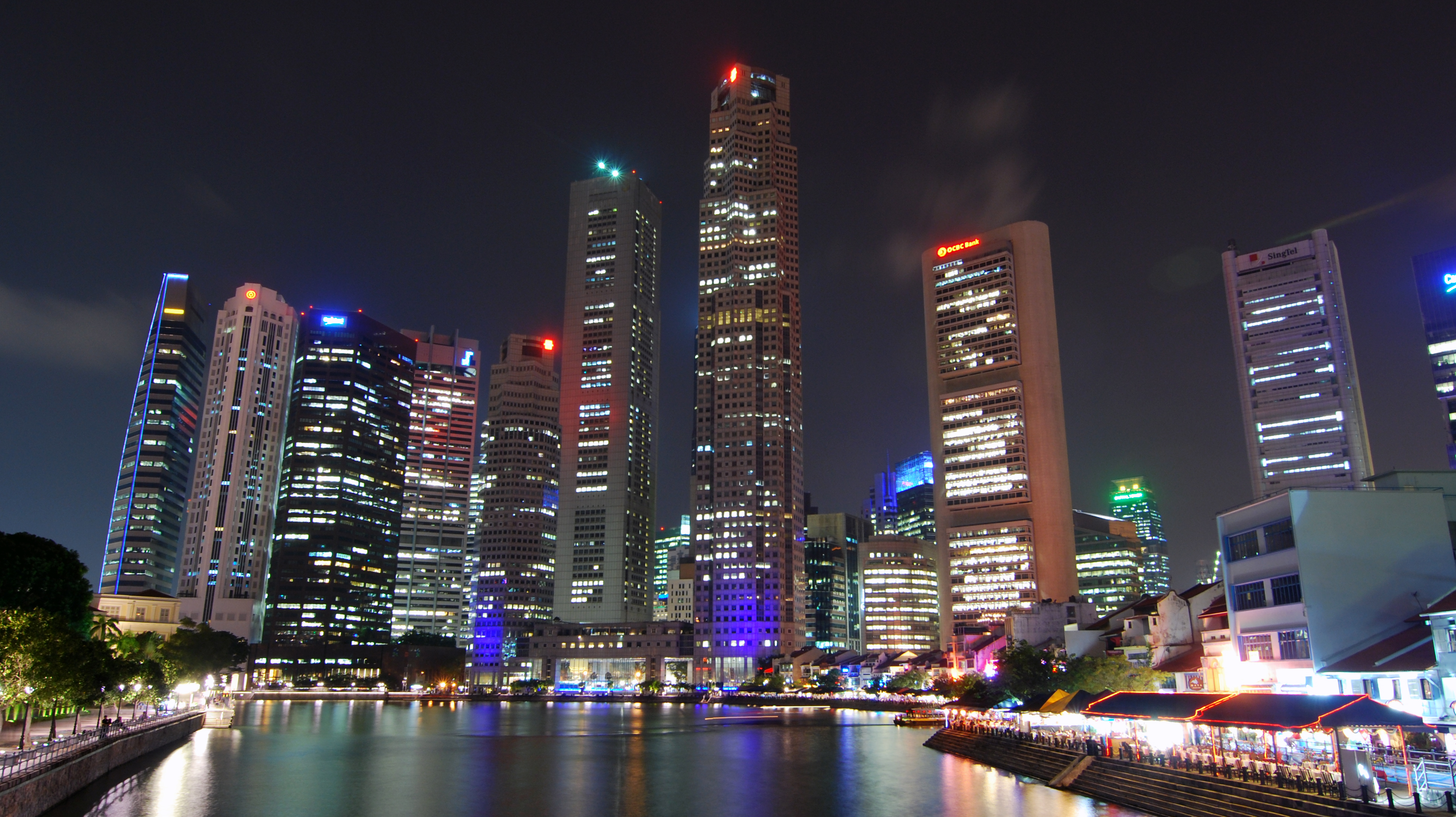
Der Boat Quay und die Skyline von Singapur bei Nacht

Spätestens seit der Gründung von Singapur im Jahr 1819 war der Singapore River ein Hauptumschlagsplatz für den Handel und die Wirtschaft der Insel.
In den 1820er Jahren war das Gebiet noch so sumpfig, dass die einheimischen Händler in auf Flößen gebauten Häusern wohnten. Es wurde mit Aushub vom Bau des Commercial Square, dem heutigen Raffles Place, befestigt.

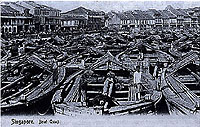
Boat Quay während seiner Blütezeit um 1865, als bis zu 150 Boote auf dem Fluss festmachten, um vor allem mit Gummi, Zinn und Eisen über Seide, Porzellan und Reis bis zu Opium, Gewürzen und Kaffee zu handeln.

Bereits 1822 hatte Sir Stamford Raffles das Südufer für eine chinesische Ansiedlung ausgewiesen. Boat Quay wurde 1842 fertiggestellt und von chinesischen Händlern und Arbeitern dicht besiedelt. Die Lebensbedingungen waren armselig, aber der Handel am Boat Quay entwickelte sich schneller als der am Nordufer, wo die Europäer ihre Büros, Häuser und Regierungsgebäude hatten.
Am Boat Quay gab es auch Büros der führenden, auf südchinesisch Towkay genannten Geschäftsleute und Philanthropen, wie Tan Tock Seng und Tan Kim Seng. Der unübersichtlich erscheinende Handel wurde auch weitergeführt, nachdem 1852 der neue Hafen in Tanjong Pagar gebaut wurde. Insbesondere nach der Eröffnung des Suezkanals 1869, als vermehrt Dampfschiffe in Singapur anlegten, wurde etwa ein Drittel von Singapurs Handel über den Boat Quay abgewickelt.
In den 1960er Jahren nahm das Verkehrsaufkommen allmählich ab, als die Mechanisierung und elektronische Datenverarbeitung in der Schifffahrt zunahmen. Im September 1983 eröffnete die singapurische Regierung einen modernen Container- und Umschlagshafen in Pasir Panjang. Dadurch kam es zu einem schlagartigen Abschwung des Handels auf dem Fluss und die Gegend verelendete, nachdem Mitte der 1980er Jahre die Handelsunternehmen umgezogen waren.

## Adaptive Neunutzung der historischen Gebäude

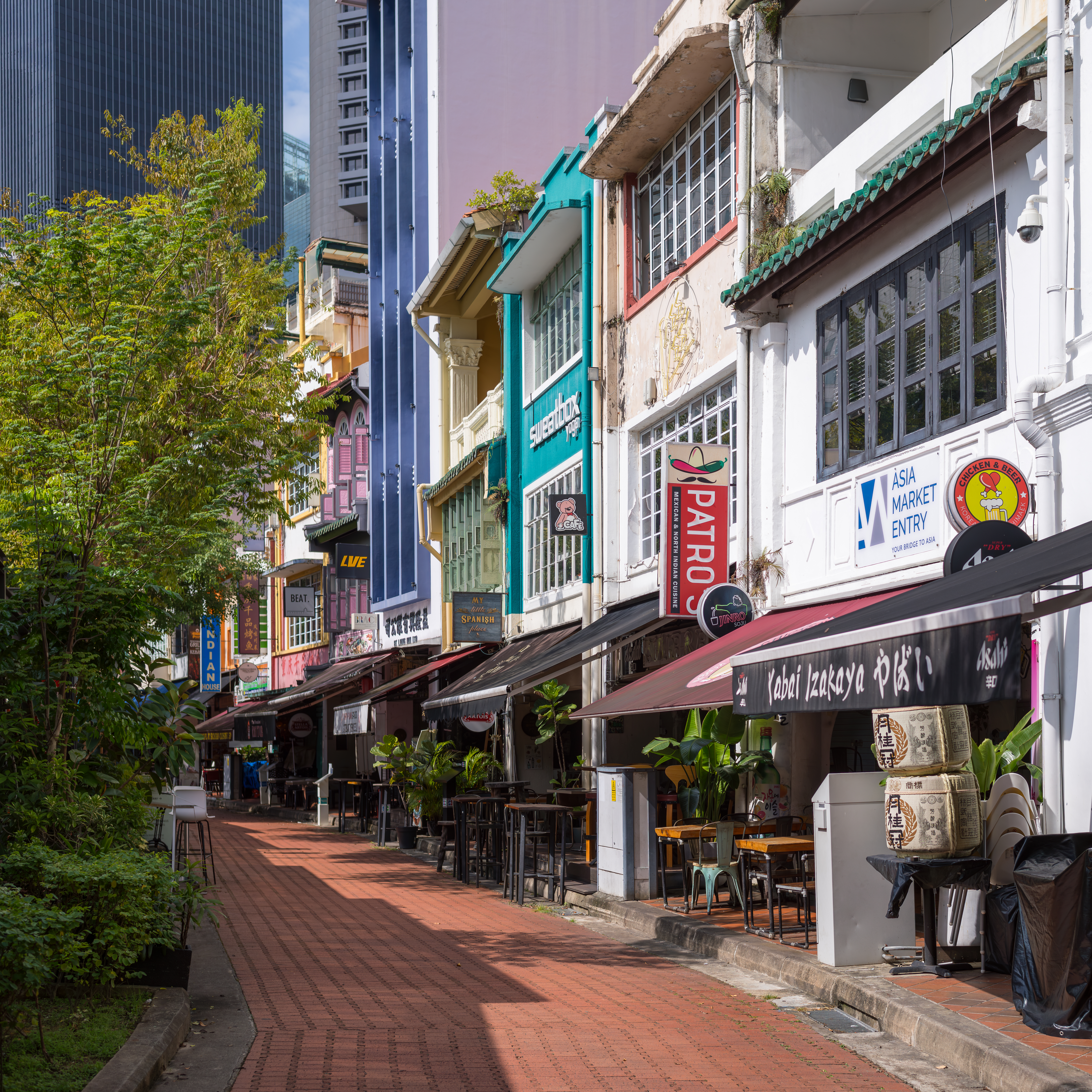
In den 1990er Jahren wurde Boat Quay in eine Fußgängerzone mit Restaurants, Pubs, Cafés und Clubs umgewandelt

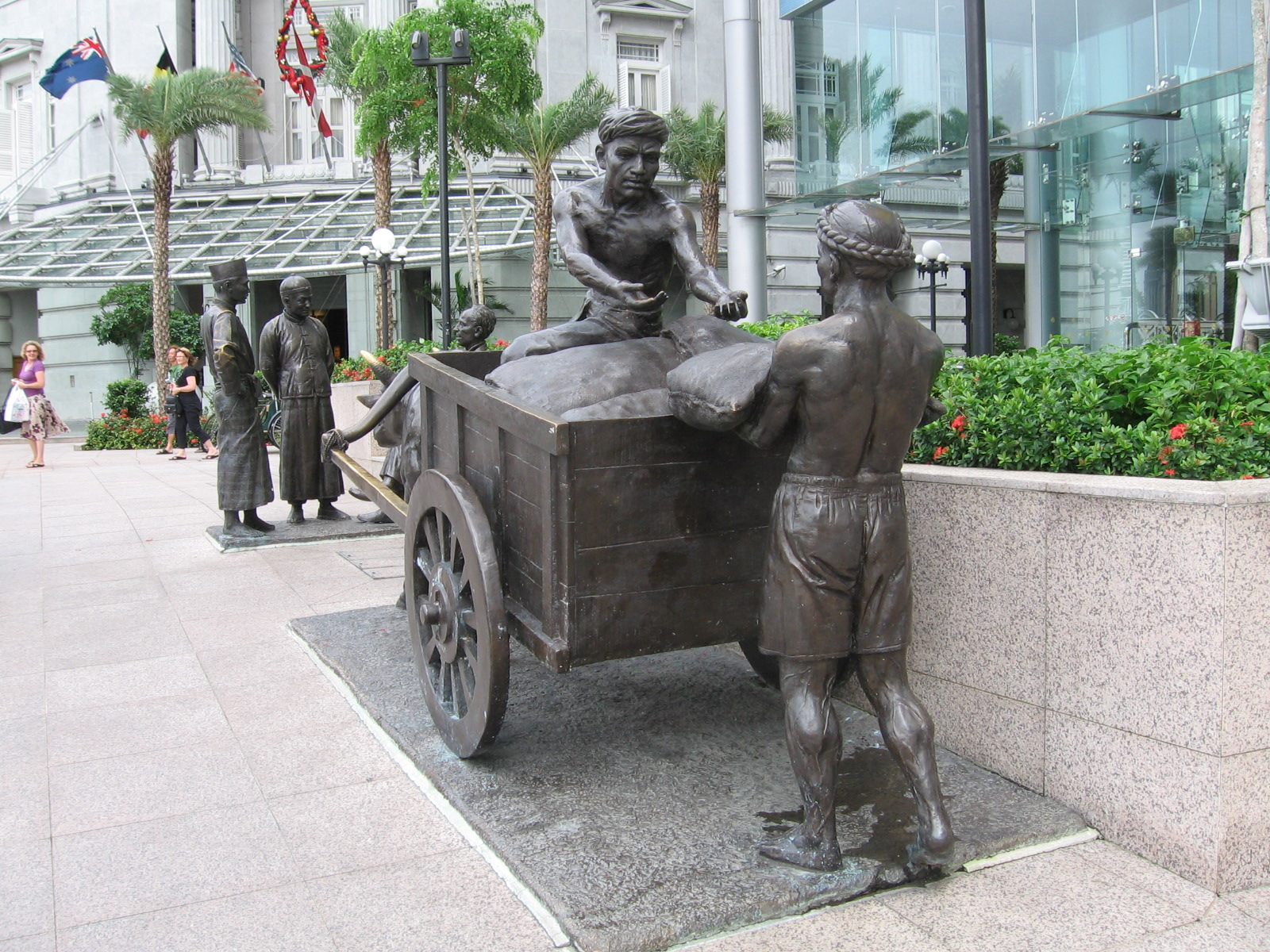
Skulpturen am Boat Quay erinnern an die historischen Handelsaktivitäten im 19. und frühen 20. Jahrhundert

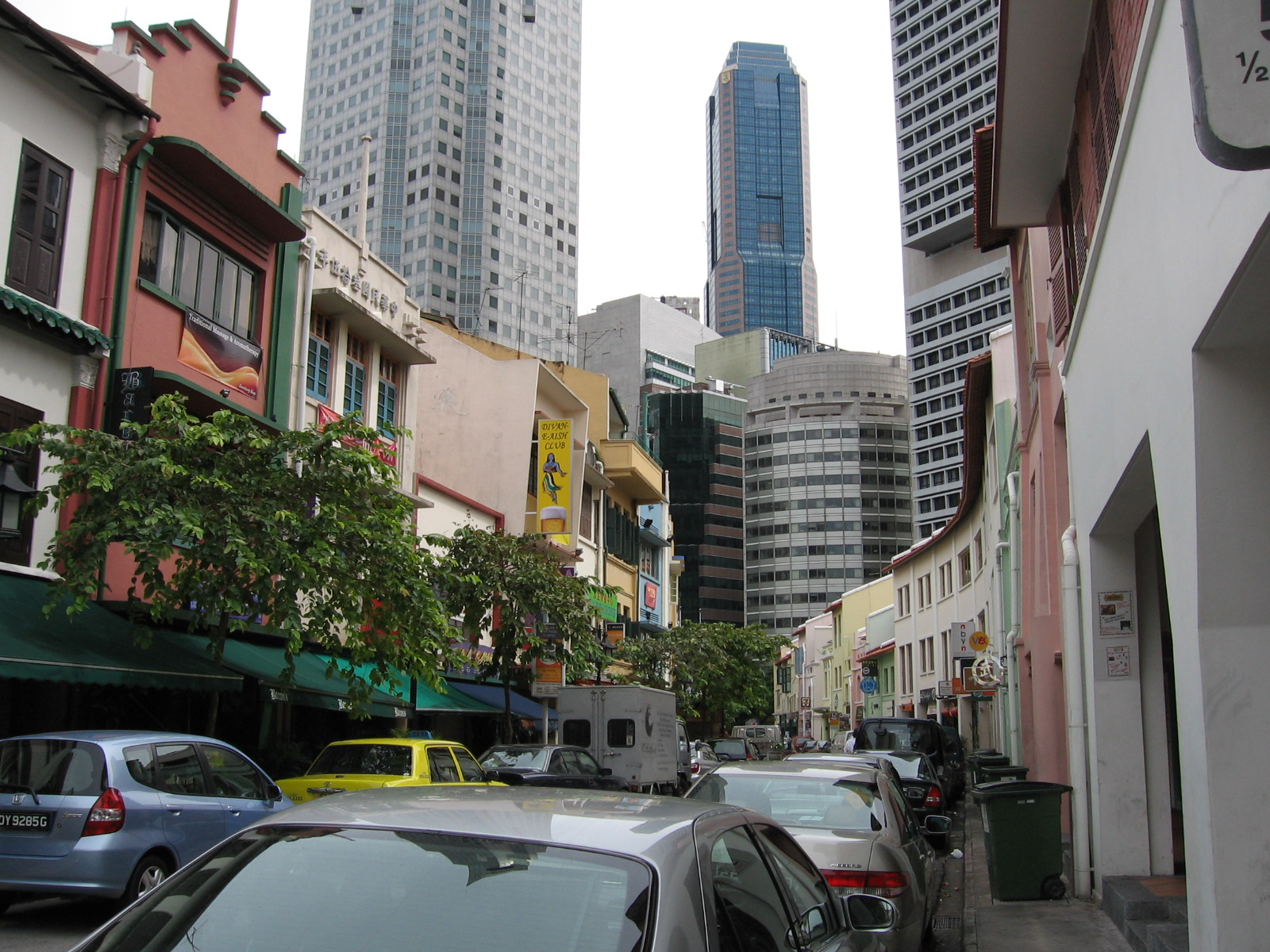
Renovierte Ladengeschäfte auf beiden Seiten der Circular Road beim Boat Quay

Die singapurische Regierung säuberte den Fluss 1983 und ließ die letzten verbliebenen Leichter zu einem neuen Kai bei Pasir Panjang schleppen. Dadurch waren die Gebäude am Boat Quay von 1983 bis 1989 verlassen und ungenutzt.
1986 verkündete das Stadtsanierungsamt (Urban Redevelopment Authority) Pläne, die historischen Gebäude des Boat Quay im Rahmen eines Masterplans für den Schutz des Singapore River und seiner Umgebung zu erhalten.
Am 7. Juli 1989 wurde ein Bebauungsplan für das Gebiet South Bridge Road, Circular Road, Lorong Telok und North Canal Road veröffentlicht. Die zwei und dreistöckigen Ladengeschäfte mit ihrem charakteristischen 5 Fuß (1,50 m) breiten Bürgersteigen unterhalb der darüber hinaus ragenden Obergeschosse, wurden saniert und in neue Geschäfte umgewandelt.
Daraufhin wurden bis 1993 an allen historischen Gebäuden Baumaßnahmen durchgeführt. Das Stadtsanierungsamt erließ strenge Richtlinien für die Restaurierung. Sie bot keine finanziellen Subventionen oder Steuererleichterungen aber verzichtete zum Teil auf Entwicklungsgebühren, Parkplatzerfordernisse und Car Park Deficiency Charges.
Die historischen Ladengebäude konnten leicht als moderne Restaurants, Cafés, Bars und kleine Läden wiedergenutzt werden. Die Inneneinrichtung der Gebäude wurde für die neue Nutzung adaptiert, zum Teil mit neuem, nicht-traditionellen Innenausbau bezüglich Ornamenten, Werkstoffen und Farben. Zum Beispiel wurde der Innenraum des Opera Cafe im Gebäude No. 40 Boat Quay so modifiziert, dass es den Eindruck eines Opernbühnenbildes erweckt. Das Erdgeschoss des Ladengebäudes der Familie Lim in No. 58 Boat Quay wurde in ein japanisches Restaurant umgebaut. Das Obergeschoss wird von der Familie Lim, die seit 1908 in dem Gebäude wohnt, weiterhin als Ferien- und Wochenendwohnung genutzt. Der Architekt Mok Wei Wei hat mehr offenen Raum geschaffen, indem er einige Wände entfernt hat, aber er erhielt und restauriert den originalen Teakholzfußboden, die lackierten Fensterrahmen, die hölzernen Balkontüren und die Dachziegel. Die antiken Schwarzholzmöbel und Kunstgegenstände wurden auch restauriert und wiederverwendet.